# 布拉迪斯拉发—布尔诺攻势

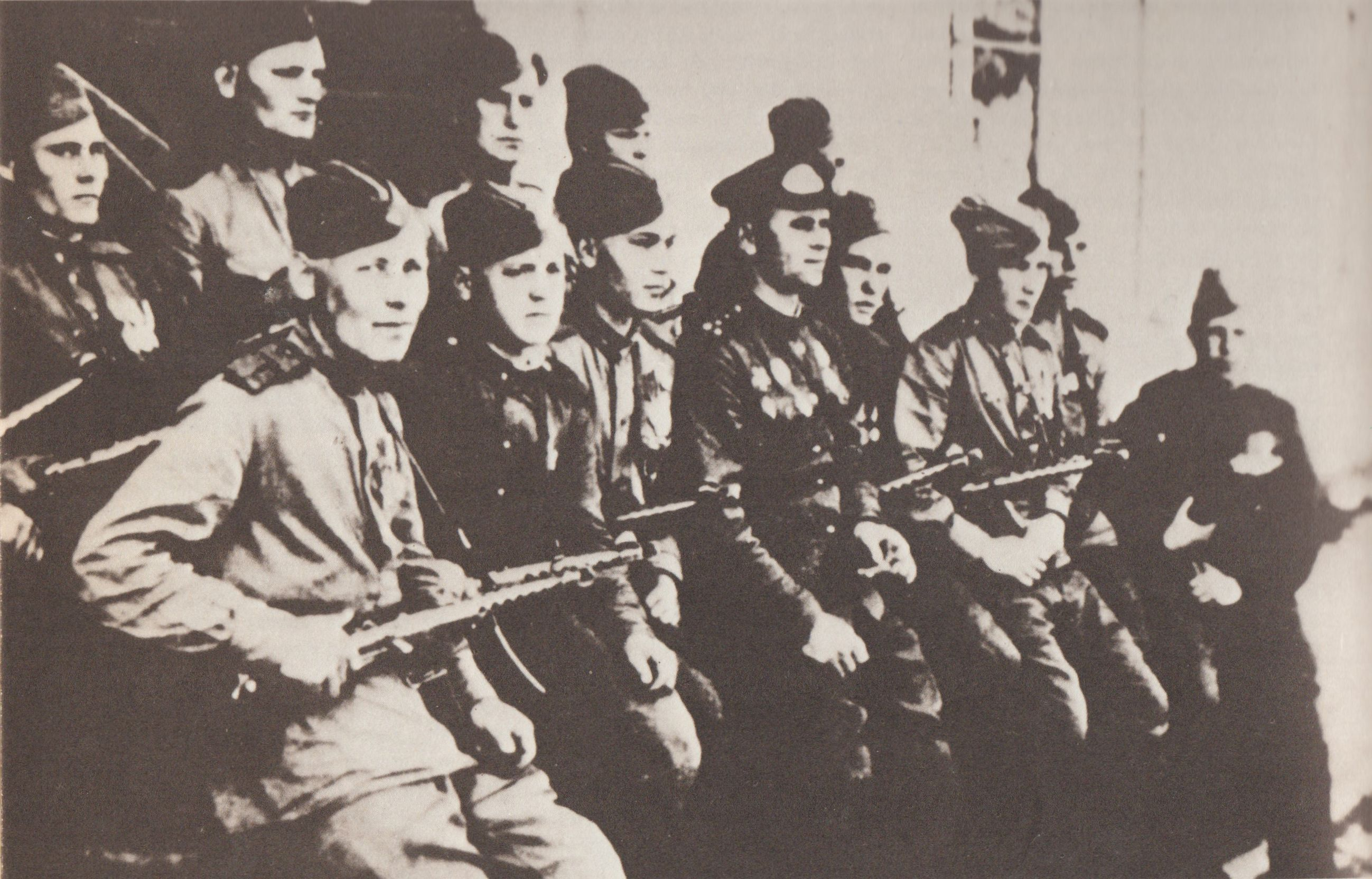
布拉提斯拉瓦—布爾諾攻勢中的蘇聯紅軍

布拉迪斯拉发—布尔诺攻势是第二次世界大战末期（1945年3月25日至5月5日期间）苏联红军在斯洛伐克共和國西部和摩拉維亞南部发动的攻势。最終烏克蘭第2方面軍攻占斯洛伐克首都布拉迪斯拉发以及摩拉維亞最大城市布爾諾。 